# Anadenobolus leucostigma
Anadenobolus leucostigma är en mångfotingart som först beskrevs av Pocock 1894.  Anadenobolus leucostigma ingår i släktet Anadenobolus och familjen Rhinocricidae.

## Underarter
Arten delas in i följande underarter:
- A. l. leucostigma
- A. l. martiniquensis